# HiMAT (航空機)
ロックウェル HiMAT
- 用途：高機動実験機
- 分類：無人航空機
- 製造者：ロックウェル・インターナショナル（現・ボーイング）
- 運用者：アメリカ航空宇宙局（NASA）、アメリカ空軍
- 初飛行：1979年7月27日
- 生産数：2機
- 退役：1983年1月
- 運用状況：研究終了

HiMAT（Highly Maneuverable Aircraft Technology、ハイマット）は、アメリカ航空宇宙局（NASA）とアメリカ空軍が開発・運用した実験用無人航空機。開発はNASAのエイムズ研究センターとドライデン飛行研究センター、ロックウェル社（現在はボーイング社に吸収）によって共同で行われた。

## 概要
HiMATは高G下における空中機動性の研究を目的とした実験機で、パイロットの生命維持機構を省き、可能な実験の幅を広げるため、有人機を40パーセント縮小したスケールの無人機として開発された。機体材質の26パーセントは炭素繊維複合材（カーボンファイバー）。試験された主な技術はデジタルフライ・バイ・ワイヤで、これによって8Gターンが可能となったほか、旋回半径もF-16の半分ほどに縮めることができた。
自力での離陸は行わず、母機であるNB-52Bの右主翼下に懸架された状態で上昇し、高度約13,716 m（45,000フィート）に達したところで切り離され、空中発進する。着陸には引込式の橇（スキッド）を使用。操縦は地上基地に備えられたテレビカメラを有するコックピットから遠隔で行われ、それをチェイス機であるTF-104Gからバックアップする体勢が取られていた。
HiMATの開発計画は1973年に開始され、1975年にはロックウェル社が2機のHiMATの製造を受注。完成した一号機は1979年7月27日に22分間の初飛行を行った。その後、2機のHiMATは1983年1月のラストフライトまでに計26回の試験飛行を行った。現在、退役したHiMATはそれぞれ国立航空宇宙博物館とアームストロング飛行研究センター（ドライデン飛行研究センターより改名）に展示されている。HiMAT計画全体に費やされた予算は1,700万ドルだった。

## 諸元
- 全長：6.86 m（22.5 ft）
- 全幅：4.75 m（15.6 ft）
- 全高：1.31 m（4.3 ft）
- 発進重量：1,542 kg（3,400 lb）
- エンジン：ゼネラル・エレクトリック J85-21 ターボジェット（推力2,300 kg） × 1
- 最大速度：マッハ1.6
- 乗員：0名

## 登場作品
『妖精作戦』
笹本祐一によるSF小説。磁気フェライトによるステルス性や滑走路からの自力離陸能力を与えられたHiMATの架空の発展型が登場する。